# قاسم بی‌لی (صابرآباد)
قاسم بی‌لی (به ترکی آذربایجانی: Qasımbəyli) یک منطقه مسکونی در جمهوری آذربایجان است که در شهرستان صابرآباد واقع شده‌است. قاسم بی‌لی ۱۰۸۰ نفر جمعیت دارد.